# Вертикална синхронизација
Вертикална синхронизација је поступак у рачунарској графици код којег се временски усклађује објављивање новог садржаја фрејм бафера са приказивањем новог фрејма на излазном уређају за визуелизацију — нпр. на монитору. По правилу, ова два процеса се не дешавају са истом учесталошћу. Док монитор има константну фреквенцију освежавања слике, за фрејм бафер у општем случају не може ефикасно да се предвиди када ће тачно следећи фрејм бити спреман, а поготово не може да се каже да је учесталост измена садржаја константна. Пример су рачунарске игре, где време исцртавања фрејмова варира у зависности од сложености сцене за приказ и система који изводи исцртавање, док сама њена сложеност зависи од корисничког уноса.
Проблем до којег без вертикалне синхорнизације долази је тзв. ефекат цепања слике (приказан на слици десно). Уместо да два или више фрејмова из фрејм бафера на монитору буду приказани један за другим, или да буде приказан само један од њих, на истом фрејму монитора се види њихов колаж. Грубо описано, површина за приказ слике бива разграничена хоризонталним линијама и од врха до дна екрана се на свакој од насталих површи налази садржај неког од фрејмова. У врху се налази садржај најстаријег а у дну садржај најмлађег фрејма. Вертикалном синхронизацијом се осигурава да садржај фрејм бафера неће бити измењен док монитор не заврши са исцртавањем тренутно приказиваног фрејма, што спречава овај ефекат.